# Coragyps atratus
El buitre negro americano (Coragyps atratus), también llamado sucha, zopilote, chulo, chula, golero, chombo, gallinazo, gallinazo común, gallinazo de cabeza negra, gallinazo negro, jote cabeza negra, gallote, jote de cabeza negra, golero, zamuro o zopilote negro, es la única especie del género Coragyps. Es un ave Cathartiformes —aunque algunas clasificaciones la incluyen en el orden Ciconiiformes—, y uno de los más abundantes miembros de la familia de los buitres del Nuevo Mundo (Cathartidae). La Comisión Nacional para el Conocimiento y Uso de la Biodiversidad (CONABIO) considera al Orden Cathartiformes y a la Familia Cathartidae para la clasificación taxonómica de la especie. A pesar de su apariencia y nombres similares, esta especie no tiene relación con el buitre negro eurasiático (Aegypius monachus). Esta última especie pertenece a la subfamilia de los buitres del Viejo Mundo (Aegypiinae), que es a su vez parte de la familia Accipitridae (la cual incluye a las águilas, halcones, milanos, gavilanes y aguiluchos), mientras que la especie americana es parte de la familia de los buitres del Nuevo Mundo (Cathartidae).

## Descripción
Mide aproximadamente 74 cm de longitud y tiene una envergadura de 1.67 m. Posee plumaje negro, cuello y cabeza grises sin plumas y pico corto en forma de gancho. Generalmente es silencioso, pero muy sociable, reuniéndose en grandes grupos.

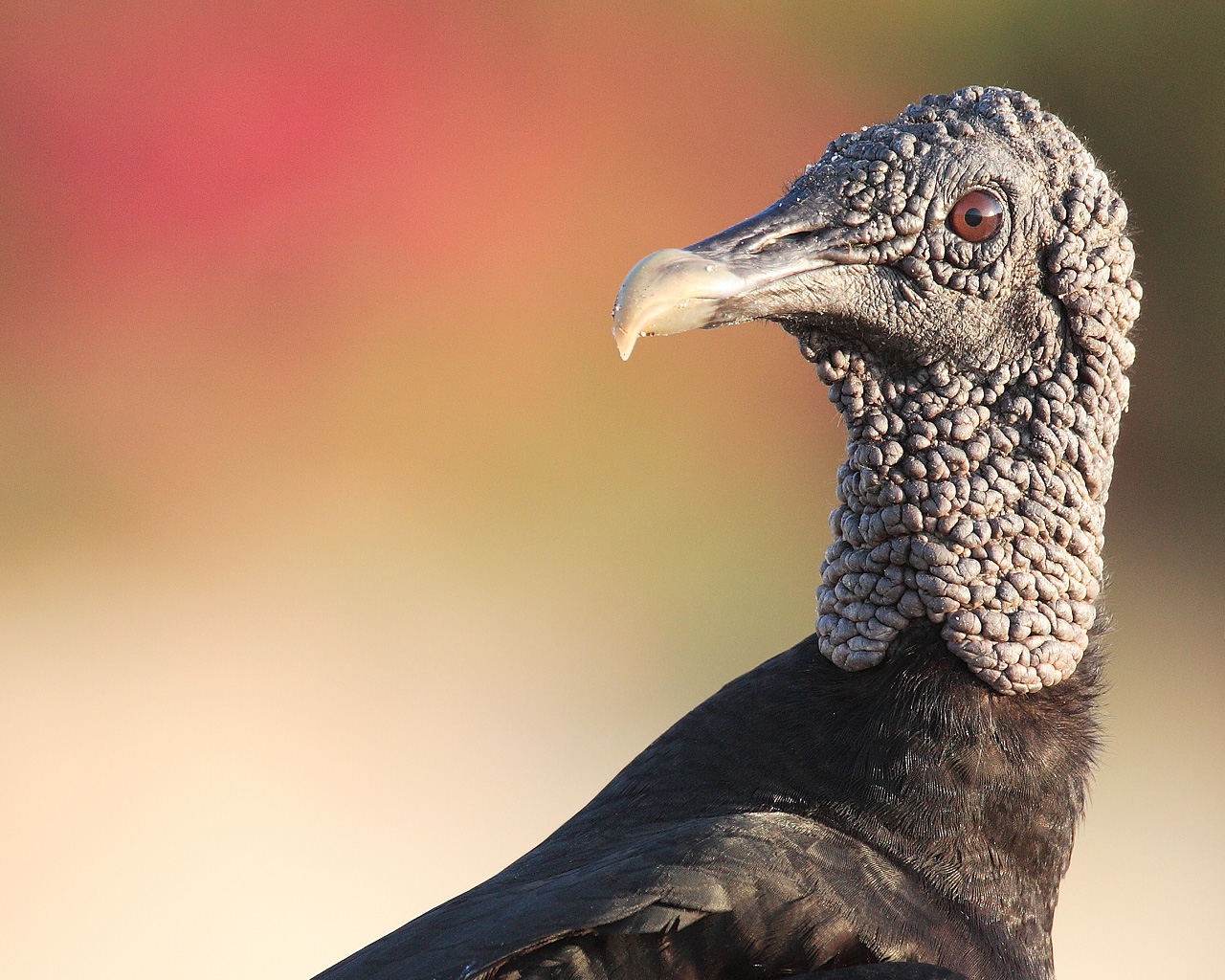
Coragyps atratus brasiliensis.

La especie es conocida por ser carroñera; en áreas pobladas por humanos hurga en basureros, come huevos y material vegetal en descomposición y puede matar o lesionar a mamíferos recién nacidos o incapacitados. Como otros buitres, juegan un papel importante en el ecosistema al eliminar la carroña que de otra manera sería terreno fértil para enfermedades. El buitre negro americano también se alimenta ocasionalmente de ganado o de ciervos. Es la única especie de buitres del nuevo mundo que cazan este tipo de presas. Al faltarle la siringe —órgano vocal de las aves— solo produce gruñidos o siseos de frecuencia baja. Pone sus huevos en cuevas, árboles huecos o simplemente en el suelo. Generalmente tiene dos crías al año que alimenta mediante la regurgitación.
El buitre negro americano tiene una distribución Neártica y Neotropical. Habita principalmente en el sur de Estados Unidos, México, América Central y la mayor parte de América del Sur (aunque el mapa de distribución de la especie en Enciclovida reporta al menos dos observaciones en Canadá). En México se ha observado en todo el país con excepción de Baja California Sur. También puede encontrarse en las islas del Caribe. Habita áreas relativamente abiertas que le proveen bosques aislados y tierras con arbustos. Puede además encontrarse en bosques húmedos en tierras bajas, en bosques de arbustos en pastizales, pantanos y tierras húmedas, y viejos bosques degradados. Prefiere las tierras bajas y es raramente visto en áreas montañosas. Usualmente es visto planeando o posado en postes o árboles muertos. En los Estados Unidos, el buitre recibe protección legal por el Migratory Bird Treaty Act. Está listado como una de las especies de Preocupación Menor en la lista roja de la IUCN. Su población parece mantenerse estable y no ha alcanzado el umbral para su inclusión en las especies amenazadas, que requiere un decrecimiento de más del 30 por ciento en 10 años o en tres generaciones. Este buitre apareció además en algunos códices mayas.

## Etimología
El nombre común "buitre" se deriva de la palabra en latín vultur, que significa "destrozador" y es una referencia a sus hábitos alimenticios. El nombre de la especie, atratus, significa "vestido de negro", tomado del latín ater 'negro'. El género, Coragyps significa "cuervo-buitre" proveniente de la contracción del griego corax/κοραξ y gyps/γυψ de cada ave. El nombre de la familia, Cathartidae significa "purificador" y es también un derivado del griego kathartēs/καθαρτης. El nombre común zopilote viene del náhuatl tzopilotl, donde tzotl significa inmundicia y pilotl colgar, haciendo referencia a que al volar llevan colgando de sus garras la carroña.

## Taxonomía
La localización taxonómica exacta del buitre negro americano y de las seis especies restantes de buitres del nuevo mundo permanece confusa. Si bien los buitres del nuevo mundo son similares en apariencia y tienen roles ecológicos similares a los buitres del Viejo Mundo, ambos grupos evolucionaron de diferentes ancestros en diferentes partes del mundo. Por ello, aún sigue en debate cuán diferentes son ambos taxones, ya que al principio algunas autoridades sugerían que los buitres del nuevo mundo tienen mayor cercanía con las cigüeñas. Sin embargo, los estudiosos contemporáneos los agrupan en el orden Falconiformes junto con los buitres del Viejo Mundo, o los colocan en su propio orden: Cathartiformes. El Comité de Clasificación Sudamericana ha retirado a los buitres del nuevo mundo de los Ciconiiformes reemplazándolos por Incertae sedis, haciendo notar que un traslado a Falconiformes o a Cathartiformes es posible.
Asimismo, estudios recientes de ADN, realizados para comprender las relaciones evolutivas entre los grupos de aves, sugieren que los Cathartidae están emparentados con las aves de presa y que ambos grupos de aves tienen que ser parte de un nuevo orden, el de los Accipitriformes. Dicha posición fue adoptada en 2010 por la Comisión de Clasificación Norteamericana de la AOU y es compartida por el Congreso Ornitológico Internacional.

### Subespecies
Hay tres subespecies del buitre negro americano:
- C. a. atratus, nombrado por el ornitólogo Johann Matthäus Bechstein en 1793, es conocido como «buitre negro de Norteamérica». Es la subespecie típica. Es aproximadamente del mismo tamaño que el C. a. foetens, pero su plumaje no es tan oscuro. Su distribución comprende desde el norte de México, Texas y el sur de los Estados Unidos llegando hasta Carolina del Norte y del Sur.[23]
- C. a. brasiliensis, nombrado por Charles Lucien Jules Laurent Bonaparte en 1850, es conocido como buitre «negro de América del Sur». Es más pequeño que el C. a. atratus y el C. a. foetens. Las marcas en los costados son más blancas y anchas que en las otras subespecies, y las cubiertas de las alas son más claras que las del C. a. foetens.[23] Se distribuye en América Central y el norte de América del Sur. Al sur, se encuentra desde las regiones costeras de Perú por el oeste hasta las tierras bajas del este de Bolivia por el este. Al norte, se pueden encontrar en Sonora el oeste de México y en San Luis Potosí al este. No se ubica en regiones de gran altitud.[23]

- C. a. foetens, nombrado por Martin Lichtenstein en 1817, es conocido como «buitre negro andino». Es aproximadamente del mismo tamaño que el C. a. atratus.[23] Las marcas en sus costados son más pequeñas que en las otras subespecies, y las cubiertas de sus alas son más oscuras. Se puede encontrar en el área de los Andes, desde el norte de Ecuador, a través de Perú, el norte de Bolivia, Paraguay, Uruguay y las tierras bajas de Chile.[23]

### Evolución del géneroCoragyps
Desde el Pleistoceno temprano hasta el tardío, una especie prehistórica del buitre negro, el Coragyps occidentalis, conocido como el buitre negro del Pleistoceno o, equivocadamente como el "buitre negro del oeste", estuvo presente a lo largo de la zona de ubicación de la especie actual. Esta especie no difería mucho del buitre negro americano viviente a excepción de su tamaño; era aproximadamente del 10 al 15 % más largo, y tenía un pico relativamente más plano y extendido. Llenó el mismo nicho ecológico que su sucesor del presente, y ciertamente parece haber evolucionado en él perdiendo tamaño en la última era de hielo. El género Coragyps da un raro vistazo a la dinámica de la evolución en dos cronoespecies, hecho que ha sido bien referenciado gracias a los huesos fosilizados. Las etapas finales de esta transformación evolutiva pudo haber sido presenciada por humanos: un hueso subfósil de la especie extinta fue encontrada en un Køkkenmødding que data de entre el Paleoamericano al arcaico temprano (de entre el 9000 al 8000 a. C.) en Five Mile Rapids cerca de The Dalles en Oregón.
Los fósiles (o subfósiles) del buitre negro no pueden ser necesariamente atribuidos al Pleistoceno o a las especies recientes sin mayor investigación, ya que la misma variación en el tamaño encontrada en el ave viviente también se encontraba en su pariente prehistórico de mayor tamaño. Aunque, en 1968, Hildegarde Howard separó las aves mexicanas como Coragyps occidentalis mexicanus como oposición a las aves que se encontraban más al norte (como en el Rancho La Brea) y que constituía el denominador de la subespecie C. o. occidentalis. Las aves que se encontraron al sur eran del mismo tamaño que los actuales buitres negros de Norteamérica, y solo pueden distinguirse por su tarsometatarsus un poco más firme y su pico más plano y ensanchado, e incluso entonces solo habría algo de certeza sobre si la ubicación donde los fósiles se encontraron sería conocida. Como los buitres del Pleistoceno y los actuales buitres negros americanos forman un continuo evolutivo en vez de una bifurcación en dos o más linajes, algunos incluyen el taxón del Pleistoceno en la especie C. atratus.

## Descripción
El buitre negro americano es una ave carroñera, con 74 centímetros de longitud, 1.67 metros de envergadura y un peso promedio de entre 2 (macho) y 2.75 kilogramos (hembra). Su plumaje es principalmente negro lustroso. La cabeza y el cuello no tienen plumas y su piel es gris oscuro y arrugada. El iris del ojo es café y tiene una única fila incompleta de pestañas en el párpado superior y dos filas en el inferior. Sus piernas son blancas casi grises, mientras que los dedos delanteros del pie son largos y tienen pequeñas redes en sus bases. Los pies son planos, relativamente débiles, y están pobremente adaptados para sujetar, ya que son relativamente bruscos.
Sus fosas no son divididas por un septo, en vez están perforadas; desde un costado se puede observar a través del pico. Las alas son anchas, pero relativamente cortas. Las bases de las plumas primarias son blancas, produciendo una mancha blanca en la parte inferior del filo del ala, que es visible cuando vuela. Su cola es corta y cuadrada, apenas sobrepasando el largo de las alas plegadas. Las subespecies difieren en tamaño de acuerdo con la regla de Bermann y la cantidad de coloración en la parte interna de las alas también varía. Ya que probablemente forman un cline con respecto a su ubicación, son consideradas frecuentemente como monotípicas.
Un Coragyps atratus brasiliensis leucístico fue observado en Piñas, Ecuador en 2005. Tenía plumaje completamente blanco, con solo su tarso, cola y algunas plumas bajo la cola siendo negras. No era un albino, ya que su piel parecía tener su color normal y era parte de una bandada de unos veinte individuos de plumaje normal.

## Distribución y hábitat

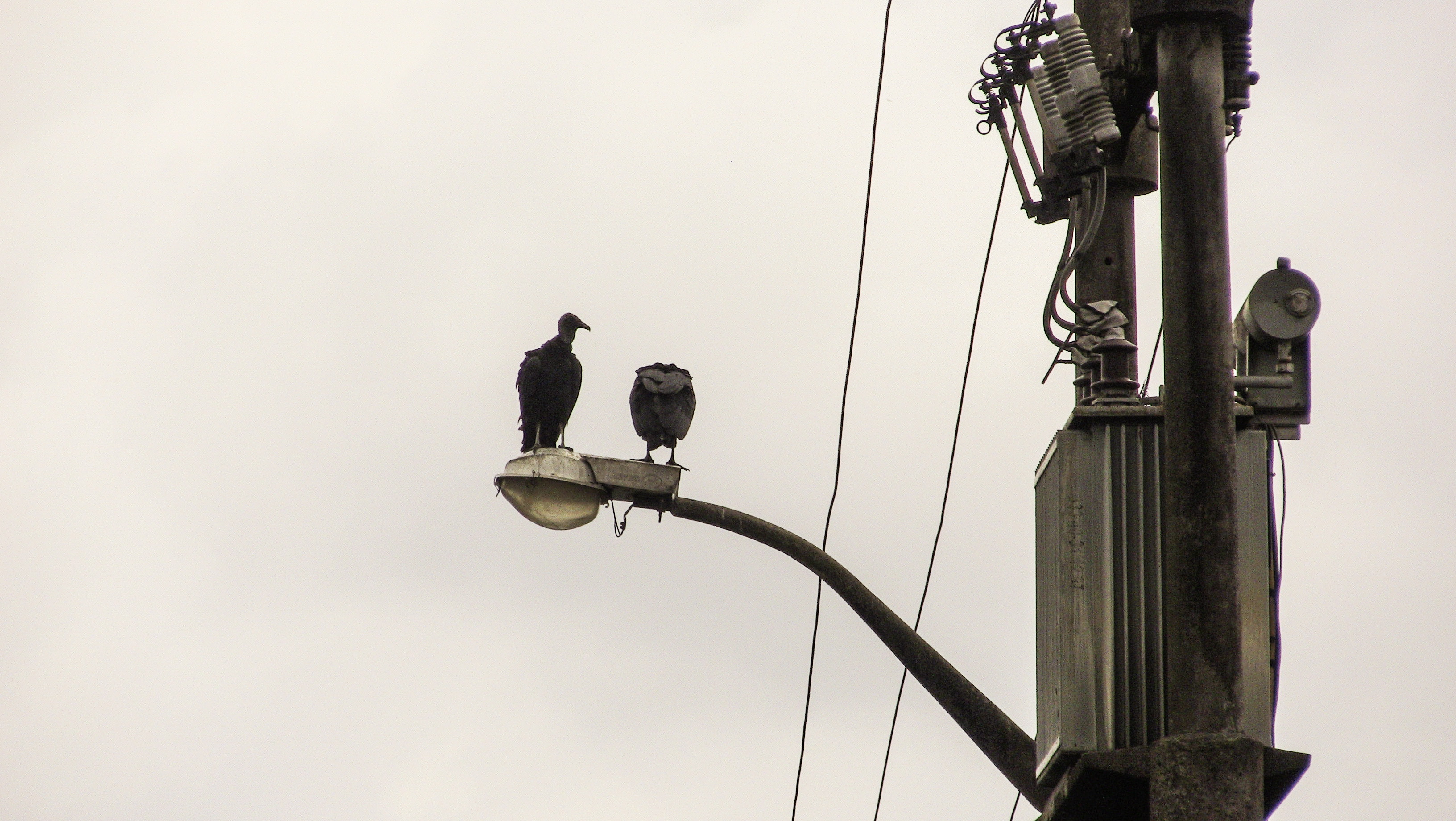
Ejemplares de Coragyps atratus posados en un poste de alumbrado público. Iquitos, Perú.

El buitre negro americano tiene una distribución Neártica y Neotropical.
El territorio donde se puede encontrar incluye a los Estados Unidos, México, América Central y la mayor parte de América del Sur, hasta la Región de Aysén en Chile. Usualmente, este reside a lo largo de estos lugares, aunque algunas aves en el extremo norte de su localización pueden migrar distancias cortas, y otras pueden tener movimientos locales en condiciones adversas. En América del Sur, su localización alcanza el extremo sur de Chile. También puede encontrarse en las islas del Caribe, aunque esta ave prefiere tierras abiertas entremezcladas con áreas con bosques o arbustos. Puede además encontrarse en bosques húmedos en tierras bajas, en bosques de arbustos en pastizales, pantanos y tierras húmedas, y bosques viejos degradados. Los buitres negros americanos suelen preferir las tierras bajas, y es muy raramente visto en áreas montañosas. Es usualmente visto planeando o posado en postes o árboles muertos.

## Ecología y conducta

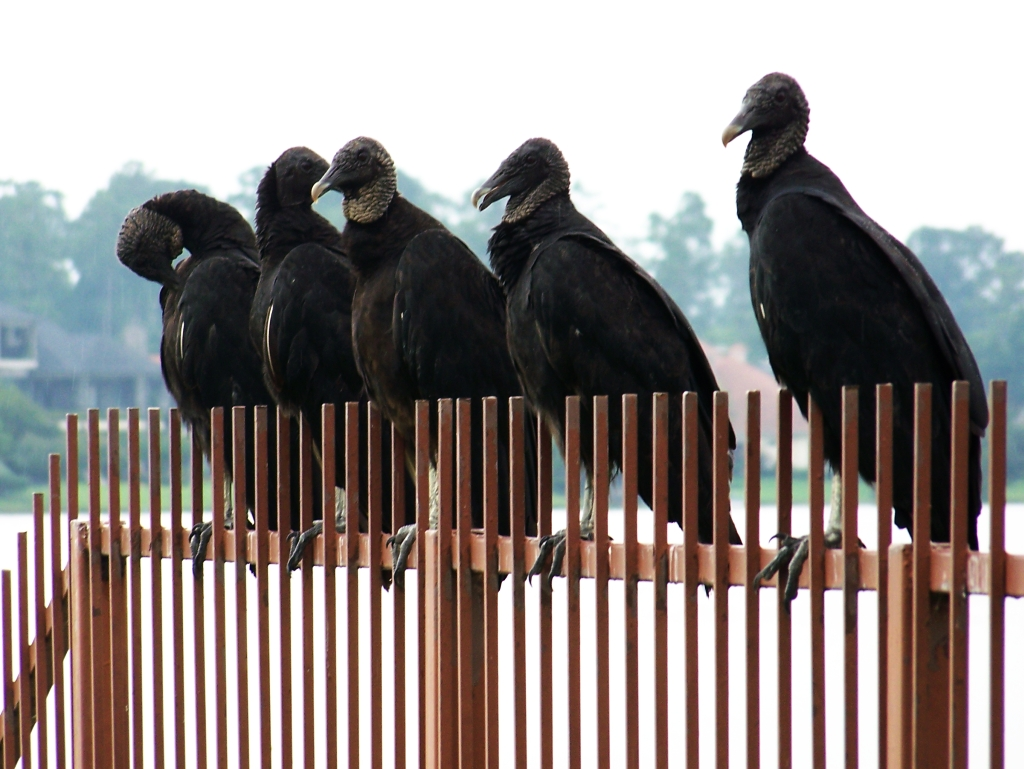
Un grupo de buitres negros americanos posados en una cerca.

Planea alto al buscar comida, sosteniendo sus alas horizontalmente cuando se desliza. Aletea acelerando brevemente seguido por periodos cortos de deslizamiento. Su vuelo es menos eficiente que el de otros buitres, ya que las alas no son tan largas, formando una menor superficie para planear. En comparación con el aura gallipavo, el buitre negro americano aletea más frecuentemente durante el vuelo. Se sabe que regurgita cuando se le acercan o cuando es molestado, lo cual lo ayuda a disuadir a sus predadores y a emprender el vuelo con mayor facilidad al hacer decrecer su peso. Como todos los buitres del nuevo mundo, el buitre negro americano defeca frecuentemente en sus propias patas, usando la evaporación del agua en las heces y en la orina para enfriarse, un proceso que es conocido como urohidrosis. Esto enfría los vasos sanguíneos de su tarso y pies desprovistos de plumas y causa que el ácido úrico de color blanco manche sus patas. Debido a su falta de siringe, el buitre americano negro, como otros buitres del nuevo mundo, tiene poca capacidad de vocalización. Generalmente es silencioso, pero puede producir gruñidos y siseos. El buitre negro americano es muy sociable, y se reúne con grandes grupos. En áreas donde su localización coincide, el buitre negro, se posa en ramas desnudas de árboles muertos junto con los auras gallipavo. El buitre negro generalmente busca comida en grupos; una bandada de buitres negros pueden hacer retroceder a un aura gallipavo, que generalmente busca comida solo de un cadáver.
Como el aura gallipavo, este buitre es frecuentemente visto en posturas con las alas abiertas. Se cree que esta postura cumple con múltiples funciones: secar las alas, calentar el cuerpo, y sobrecalentar las bacterias. Esta misma conducta es exhibida por otros buitres del Nuevo y del Viejo Mundo, así como también por cigüeñas.

### Dieta

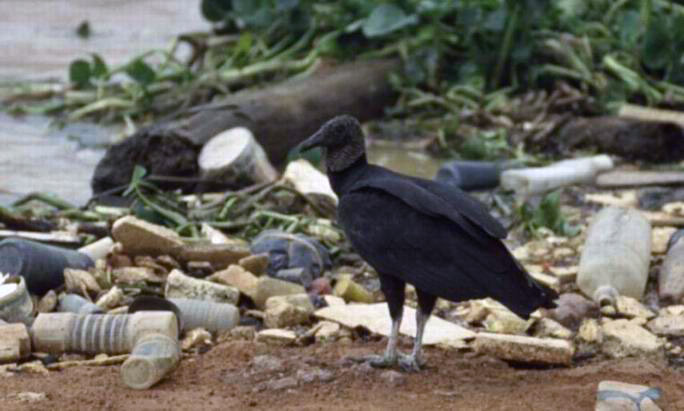
Un buitre negro americano en un basurero.

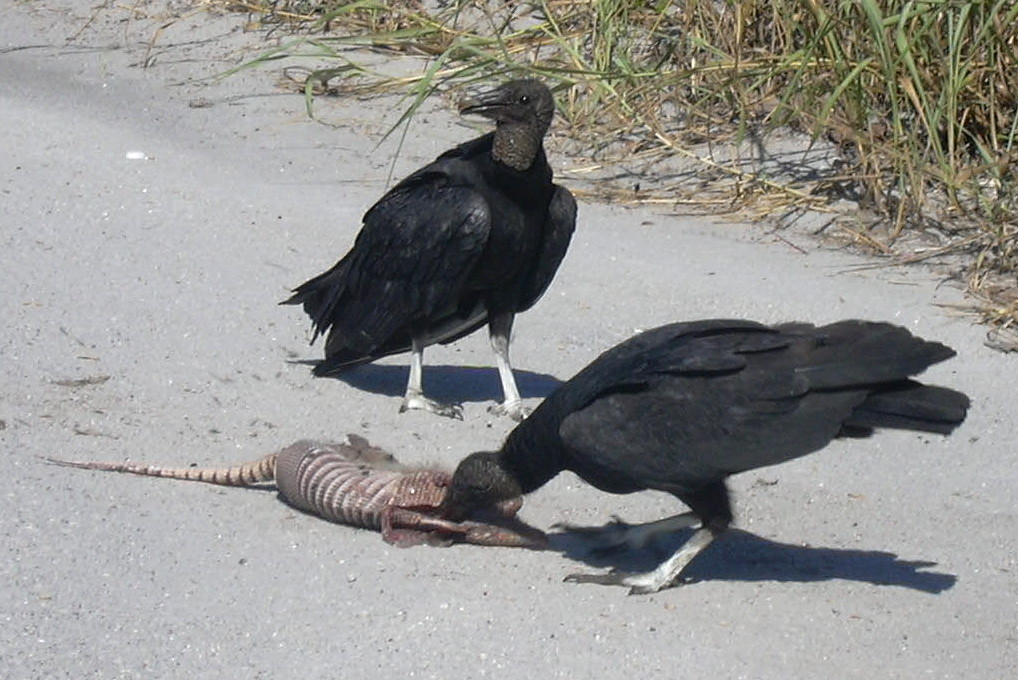
Buitres comiendo un armadillo muerto.

En un ambiente natural, el buitre negro come principalmente carroña. En áreas pobladas por humanos, pueden hurgar en basureros, pero también comen huevos y material vegetal en descomposición y pueden matar o lesionar a mamíferos recién nacidos o incapacitados. Como otros buitres, juegan un papel importante en el ecosistema al eliminar la carroña que de otra manera sería terreno fértil para enfermedades. El buitre negro localiza su comida ya sea por la vista o siguiendo a buitres del nuevo mundo del género Cathartes hacia los cadáveres. Estos buitres —el aura gallipavo, el aura sabanera, y el aura selvática— buscan alimento a través del olfato, habilidad poco común en el mundo de las aves. Vuelan cerca del suelo para percibir la esencia del etanetiol, un gas producido por el principio de la descomposición en los animales muertos. Su perfeccionada habilidad para detectar olores les permite encontrar la carroña bajo las copas de los árboles en un tupido bosque. El jote real y el buitre negro americano, que no tienen la habilidad de oler la carroña, los siguen hacia los cadáveres. Es agresivo al momento de alimentarse, y puede perseguir al ligeramente mayor aura gallipavo hacia los cadáveres.
El buitre negro americano también se alimenta ocasionalmente de ganado o de ciervos. Es la única especie de buitres del nuevo mundo que cazan este tipo de presas. Ocasionalmente acosan a las vacas que están dando a luz, pero primordialmente atacan a los becerros recién nacidos. En sus primeras semanas, un becerro permite que los buitres se le acerquen. Los buitres pululan alrededor del becerro en grupo, y pican los ojos, la nariz o la lengua del becerro. La víctima entra en shock y es muerto por los buitres.

### Reproducción
El tiempo en que el buitre americano tiene su temporada reproductiva varía dependiendo la latitud en que viva. En los Estados Unidos, los que viven en Florida comienzan su periodo en enero, y como ejemplo los de Ohio generalmente no empiezan sino hasta marzo. En América del Sur, los ejemplares de Argentina comienzan su puesta de huevos en septiembre, mientras que más al norte en el continente comienzan hasta octubre. Algunos en América del Sur se reproducen incluso después —los buitres negros americanos en Trinidad no comienzan sino hasta noviembre, y en Ecuador hasta febrero—. El apareamiento se forma siguiendo un cortejo ritual que se realiza en el suelo: varios machos rodean a una hembra mientras abren parcialmente sus alas, pavoneándose y balanceando sus cabezas. En ocasiones realizan vuelos de cortejo, lanzándose o persiguiéndose entre sí sobre el nido que hayan elegido.
El buitre negro americano deja sus huevos en el suelo en áreas boscosas, un árbol hueco, o alguna otra cavidad, raras veces a más de 3 metros al nivel del suelo. Mientras que generalmente no usa materiales para anidar, pero decora el área circundante al nido con piezas de plástico de colores brillantes, fragmentos de vidrios, o piezas metálicas como tapas de botellas. La nidada suele ser de dos huevos, aunque puede variar entre uno y tres. El huevo es óvalo y mide aproximadamente 7.6 por 5.1 centímetros. El suave cascarón verde-grisáceo, azulado o blanco es variablemente manchado o con puntos con lavanda o marrón claro alrededor del extremo mayor. Ambos padres incuban los huevos, que empollan de 28 a 41 días. Hasta el empollado, el polluelo está cubierto de plumón blanco Los dos progenitores alimentan a los anidados, regurgitando comida en el nido. Los polluelos permanecen en el nido por dos meses, y después de entre 75 y 80 días son capaces de volar hábilmente.

## Relación con los humanos

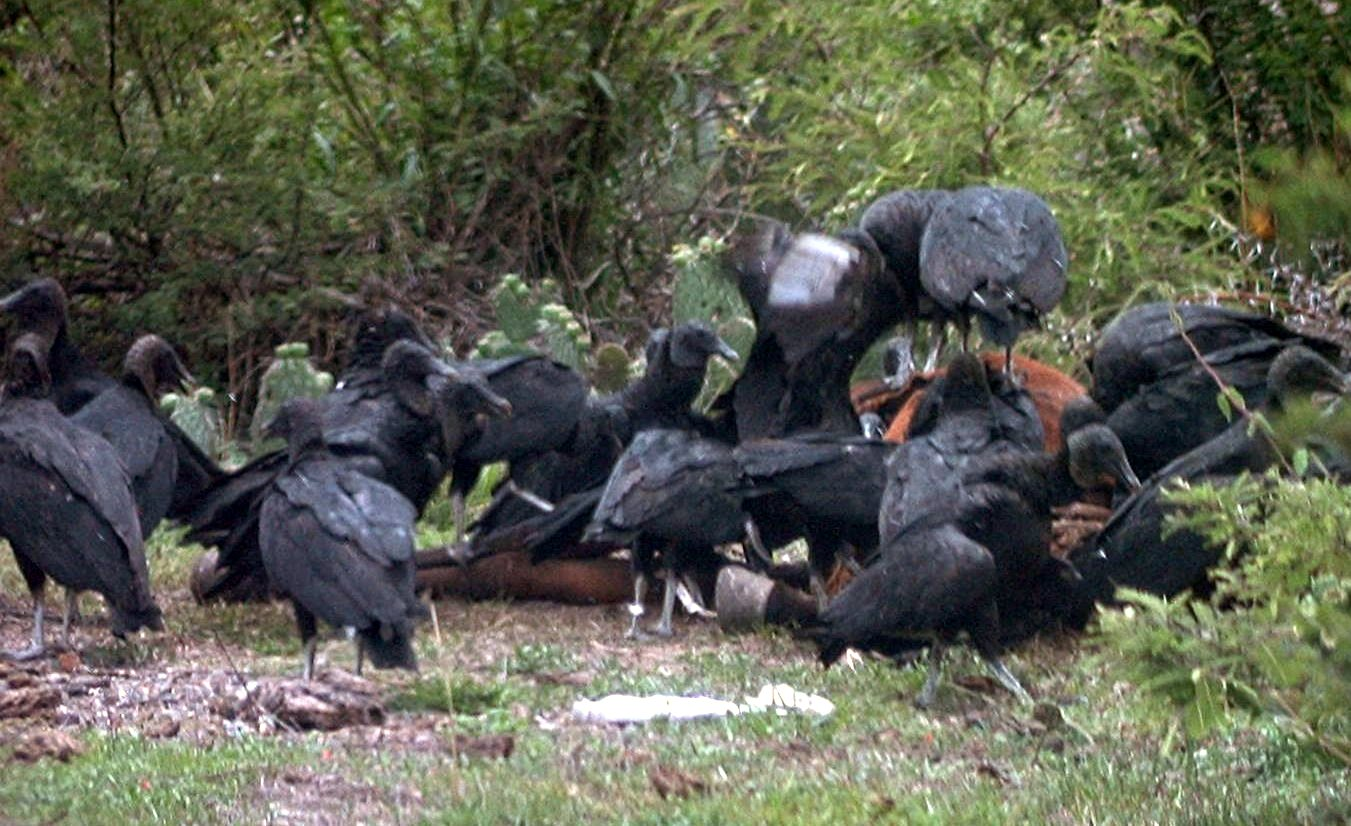
Una bandada de buitres negros sobre el cadáver de un caballo.

El buitre negro americano es considerado una amenaza por criadores de ganado debido a la depredación sobre los recién nacidos. Los excrementos producidos por el buitre negro y otros buitres pueden dañar e incluso matar árboles y otros tipos de vegetación. El buitre negro americano puede ser mantenido en cautiverio, aunque el Migratory Bird Treaty Act solo lo permite en el caso de animales lesionados o que son incapaces de regresar a su hábitat. Recibe especial protección legal gracias al Migratory Bird Treaty Act de 1918 en los Estados Unidos, por la Convención de la Protección de Aves Migratorias en Canadá, y por la Convención para la Protección de Aves Migratorias y Mamíferos de Caza en México. En los Estados Unidos es ilegal apresar, matar o poseer buitres negros americanos y la violación de esta ley puede conllevar una multa hasta de 15 000 dólares y hasta seis meses de prisión. Está listado como una de las especies de Preocupación Menor en la lista roja de la IUCN. Su población parece mantenerse estable, y no ha alcanzado el umbral para su inclusión en las especies amenazadas, que requiere un decrecimiento de más del 30 por ciento en 10 años o en tres generaciones.

## El buitre negro americano en la cultura

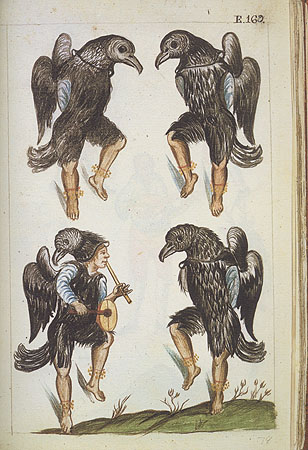
La danza de los gallinazos del Códice Trujillo del Perú realizado por Martínez Compañón en el.

El buitre negro americano aparece en una variedad de jeroglíficos mayas en códices mayas. Se le vincula normalmente con la muerte o como un ave de rapiña. La imagen del buitre es generalmente representado atacando a humanos. Esta especie no tiene las conexiones religiosas que tiene el jote real. Mientras que algunas representaciones muestran la ventana de la nariz y el pico en forma de gancho del buitre negro, algunas solo se pueden deducir que lo son debido a su parecido a un buitre, no tienen la protuberancia del jote real y están pintados de negro.
Este buitre ha aparecido en dos estampillas postales, en Guyana en 1990 y en Nicaragua en 1994.
Esta ave de rapiña también es protagonista de su propio festival en Piedecuesta, Santander, Colombia, conocido como "El Festival del Chulo" en donde se suele interpretar "La Danza del Chulo".
El gallinazo es un símbolo de la ciudad peruana de Lima. Esta especie da título a una obra del cuentista limeño Julio Ramón Ribeyro, Los gallinazos sin plumas, donde el gallinazo es símbolo de la miseria de dos niños que buscan entre la basura para dar de comer al cerdo Pascual.
En Panamá, «La familia Gallinazo» fue una importante campaña para el censo con una serie televisiva donde los protagonistas eran gallinazos recreados por actores.[cita requerida]

## Nombres comunes
El buitre negro americano también recibe los nombres vulgares de buitre negro, jote, guaraguao, gallinazo, zamuro o curumo en Venezuela; zopilote, nopo o chombo en México y El Salvador; zope cute en Honduras y Guatemala; sucha en Bolivia; gallote en Panamá; zoncho en Costa Rica y Nicaragua; gallinazo, golero, chulo, chula o golero en Colombia; chulo o gallinazo en Perú; chulo o gallinazo en Ecuador; jote en Chile; cuervo en Argentina y Uruguay, donde le da su nombre a la Quebrada de los Cuervos. El nombre guaraní yryvu, «cuervo», se aplica en Paraguay y noreste de Argentina.